# Meyerowitzovic historky (nový výběr)
Meyerowitzovic historky (nový výběr) (v anglickém originále The Meyerowitz Stories (New and Selected)) je americký hraný film, který natočil režisér Noah Baumbach podle vlastního scénáře. Snímek sleduje rodinu Meyerowitzů – otce, sochaře a univerzitního profesora Harolda (Dustin Hoffman) a jeho tři děti, Dannyho (Adam Sandler), Matthewa (Ben Stiller) a Jean (Elizabeth Marvel). Dále ve filmu hráli například Emma Thompsonová, Grace Van Patten a Adam Driver. Autorem hudby k filmu je Randy Newman.
Premiéru měl 21. května 2017 na sedmdesátém ročníku Filmového festivalu v Cannes.

## Nominace a ocenění
| Ocenění                               | Datum ceremoniálu | Kategorie                       | Nominovaný                           | Výsledek |
| ------------------------------------- | ----------------- | ------------------------------- | ------------------------------------ | -------- |
| Central Ohio Film Critics Association | 4. ledna 2018     | Nejvíce přehlížený film         | Meyerowitzovic historky (nový výběr) | nominace |
| Satellite Awards                      | 10. února 2018    | Nejlepší herec ve vedlejší roli | Dustin Hoffman                       | nominace |